# Вир (Македонски Брод)
Вир (мкд. Вир) је насеље у Северној Македонији, у средишњем делу државе. Вир припада општини Македонски Брод.

## Географија
Насеље Вир је смештено у средишњем делу Северне Македоније. Од седишта општине, градића Македонски Брод, насеље је удаљено 25 km северно.
Рељеф: Вир се налази у области Порече, која обухвата средишњи део слика реке Треске. Дато подручје је изразито планинско. Село се налази у невеликој долини притоке реке Треске, док се источно од насеља уздиже се планина Даутица. Надморска висина насеља је приближно 640 метара.
Клима у насељу је континентална.

## Историја
Почетком 20. века, као и Порече, становништво Вира је било наклоњено српској народној замисли, па се месно становништво у изјашњавало Србима.

## Становништво
По попису становништва из 2002. године, Вир је имао 18 становника.
Претежно становништво у насељу су етнички Македонци (100% према последњем попису).
Већинска вероисповест у насељу је православље.

## Збирка слика
- Вир, црквена порта
- Вир, црквена апсида

Бошко Вирјанац, српски четнички војвода.